# داراعلا (أرحب)

تعديل مصدري - تعديل

داراعلا هي إحدى قرى عزلة شعب بمديرية أرحب التابعة لمحافظة صنعاء، بلغ تعداد سكانها 253 نسمة حسب تعداد اليمن لعام 2004.